# Carl Anton Ahlbom
Carl Anton Ahlbom, född 29 juni 1855 i Norrköping, död 26 juni 1908 i Motala, var en svensk väg- och vattenbyggnadsingenjör och kommunalpolitiker i Motala.  
Efter studentexamen 1874 utexaminerades Ahlbom från Kungliga Tekniska högskolan 1879 och från militär kurs för inträde i Väg- och vattenbyggnadskåren 1886, där han blev löjtnant 1886, kapten 1894 och varifrån han erhöll avsked 1905.
Ahlbom var periodvis elev vid statens järnvägsbyggnader 1873–80 (sammanlagt drygt två år). Han var biträdande ingenjör hos chefen för östra väg- och vattenbyggnadsdistriktet 1880 och stadsingenjör i Motala 1881–87. Han var arbetschef vid byggandet av Mellersta Östergötlands Järnväg 1887–88, t.f. distriktsingenjör i östra väg- och vattenbyggnadsdistriktet 1889–90 (fem månader) och distriktsingenjör i samma distrikt 1893 samt kontrollingenjör vid byggandet av Norrköping-Söderköping-Vikbolandets Järnväg 1892–94. Han var anställd av Bureau Veritas som Ingénieur des Essais des fers & aciers en Suède 1889–95. Han innehade även enskilda ingenjörs- och arkitektuppdrag.
Ahlbom uppförde en privatbostad vid Göta kanal i Motala 1895–96, vilken han donerade till staden och som invigdes 1910 som Motala rådhus. Han var även ledamot av Motala stadsfullmäktige.